# Fröderyd
Fröderyd är en kyrkby i Fröderyds socken i Vetlanda kommun.
I kyrkans närhet låg Fröderyd skola, en av socknens tre fasta skolor. Skolan lades ner 1986 och såldes några år efter avvecklingen till privatpersoner.
I Fröderyds prästgård föddes år 1832 författarinnan Lina Sandell. Vid Lina Sandellgården i Fröderyd finns idag ett litet museum . I trädgården, under den 300-åriga ask där hon satt när hon skrev sina alster, finns Axel Wallenbergs staty av henne.